# DiskStation Manager
DiskStation Manager是由台湾的Synology公司专为其Synology NAS产品编写的Linux操作系统。
DSM包括了檔案分享、集中式備份、RAID存儲、多媒體直播、虛擬儲存空間、以及使用DiskStation作為網路攝影機等基本功能。
Synology亦對iOS、Android、Windows Phone及Kindle Fire提供免費的DSM應用程式。